# Toninia diffracta
Toninia diffracta är en lavart som först beskrevs av A. Massal., och fick sitt nu gällande namn av Alexander Zahlbruckner. Toninia diffracta ingår i släktet Toninia och familjen Ramalinaceae.   Inga underarter finns listade i Catalogue of Life.